# Campionati panamericani di badminton a squadre 2012
I Campionati panamericani di badminton a squadre 2012 si sono svolti a El Monte, negli Stati Uniti d'America. È stata la 5ª edizione del torneo, organizzato dalla Badminton World Federation.

## Podi
| Evento           | Oro         | Argento   | Bronzo  |
| Torneo maschile  | Stati Uniti | Guatemala | Canada  |
| Torneo femminile | Stati Uniti | Canada    | Brasile |